# Frédéric Cathala
Pour les articles homonymes, voir Cathala.
 (décembre 2020).
Frédéric Cathala, né le 29 mai 1962, est un écrivain français. Linguiste de formation, le langage et les langues jouent souvent un rôle de premier plan dans ses ouvrages. Sélection du Prix Interallié 2004 pour Le Théorème de Roitelet.

## Œuvres
- L'Arbalète, la vraie vie commence, roman, Grand Livre du Mois, 2003
- Le Théorème de Roitelet, roman, Albin Michel, 2004
- Les Mille Mots du citoyen Morille Marmouset, roman, Albin Michel, 2006
- « Grammaire : pour l'amour des mots », article in Enjeux-Les Échos, septembre 2006
- L'Aigle et le Phénix, roman, Albin Michel, 2008
- Le Synode du cadavre, roman, Les Indes savantes, 2012
- L'Île aux fous, roman, KDP, 2016
- 1857, roman, KDP, 2017